# Ochrosia borbonica
Ochrosia borbonica är en oleanderväxtart som beskrevs av Johann Friedrich Gmelin. Ochrosia borbonica ingår i släktet Ochrosia och familjen oleanderväxter. Inga underarter finns listade i Catalogue of Life.